# Victor Delbos
Étienne Marie Justin Victor Delbos, född 26 september 1862, död 16 juni 1916, var en fransk filosof.
Delbos var medlem av Institut de France, och arbetade främst inom filosofins historia, i avsikt att bakom de definitiva systematiska konstruktionerna upptäcka personligheten och tankegången hos de olika filosoferna. Bland hans arbeten, delvis utgivna efter hans död av Maurice Blondel, märks skrifter om Spinoza såsom Le problème moral dans la philosophie de Spinoza et dans l'historie du spinozisme (1893) och Le spinozisme (1916), Immanuel Kant (Essai sur la formation de la philosohie pratique de Kant (1903) och Nicolas Malebranche (Étude de la philosophe de Malebrache, 1924). Han utgav även föreläsningar över Maine de Biran och de samlade studierna Figures et doctrines de philosophes (1918) och La philosophie française (1919).